# Lucio Cesonio Lucilo Macro Rufiniano
Lucio Cesonio Lucilo Macro Rufiniano  fue un político y militar romano del siglo III, miembro de la gens Cesonia.

## Familia
Lucilo fue hijo de Cayo Cesonio Macro Rufiniano y de Manilia Lucila, hija o hermana de Tiberio Manilio Fusco. Estuvo casado con un miembro de la gens Ovinia, con quien fue padre de Lucio Cesonio Ovinio Manlio Rufiniano Baso.

## Carrera pública
Nació alrededor del año 195. Inició su cursus honorum a comienzos del reinado de Caracalla con un puesto en el vigintivirato en calidad de decemvir stlitibus iudicandis para ser posteriormente cuestor y pretor con el apoyo del emperador. Pudo ejercer la pretura entre los años 220 y 222, aunque se han propuesto fechas anteriores. Siguieron a estos cargos varias curatelas y legaturas provinciales. Su consulado, suffectus, y el proconsulado de África no se pueden fechar con precisión, siendo las fechas más probables un año entre el 225 y 230 para el consulado y alrededor del periodo 240-241 para el segundo. Su carrera se vio coronada con la prefectura de la Ciudad, lo que implicaba que contaba con la confianza del emperador.
En el año 238 formó parte del colegio de veinte miembros nombrado por el Senado para liberar al Imperio de la opresión de Maximino el Tracio. Fue incluido en el patriciado en tiempos de Caracalla.